# Veaceslav Pșenicinikov
Veaceslav Konstantinovici Pșenicinikov (în rusă Вячеслав Константинович Пшеничников; n. 1943) a fost un politician și activist comunist sovietic moldovean, deținând funcția secretar II Comitetului Central al Partidului Comunist al RSS Moldovenești. A fost deputat în Sovietul Suprem al RSS Moldovenești în legislaturile a 10-a și a 11-a și deputat al poporului în URSS între 1989 și 1991. Deține titlul de candidat în științe istorice.

## Biografie
S-a născut în 1943 într-o familie de funcționari ruși. Începând cu 1960 a lucrat ca electrician la uzina de reparații auto din Kuibîșev.
În 1965 a absolvit Institutul Politehnic din Kuibîșev⁠(d).
Între 1965 și 1973 a fost inginer-proiectant și șef de secție la biroul de proiectare specială al uzinei "Vibropribor" din Chișinău.
A devenit membru al Partidului Comunist al Uniunii Sovietice în 1970.
În perioada 1973-1975 a fost șef al departamentului industrial-transport al comitetului raional Lenin al Partidului Comunist din RSS Moldovenească, în orașul Chișinău.
Între 1975 și 1977 a ocupat funcția de șef al departamentului industrial-transport al comitetului orășenesc Chișinău al Partidului Comunist din RSS Moldovenească.
În perioada 1977-1980 a fost prim-secretar al comitetului raional Octombrie al Partidului Comunist din RSS Moldovenească, în Chișinău.
Între 1980 și 1985 a deținut funcția de al doilea secretar al comitetului orășenesc Chișinău al Partidului Comunist din RSS Moldovenească.
A absolvit Academia de Științe Sociale de pe lângă Comitetul Central al PCUS din Moscova.
În perioada 1985-1988 a fost prim-adjunct al șefului, apoi șef al departamentului de muncă organizatorică de partid al Comitetului Central al Partidului Comunist din RSS Moldovenească.
Între 5 noiembrie 1988 și 19 mai 1990 a deținut funcția de secretar II al Comitetului Central al Partidului Comunist din RSS Moldovenească.
La 26 martie 1989 a fost ales deputat al poporului în URSS din circumscripția teritorială Cahul nr. 700 a RSS Moldovenești.
La sfârșitul anilor '80, pe fondul mișcării de eliberare națională, Pșenicinikov a ținut mai multe discursuri provocatoare în stânga Nistrului, fiind astfel unul dintre instigatorii conflictului transnistrean.
În perioada 1990-1991 a fost șef de sector în departamentul Comitetului Central al PCUS.
Ulterior, a fost șef de aparat și vicepreședinte al Congresului Internațional al Industriașilor și Antreprenorilor.